# Simfonični orkester RTV Slovenija
Simfonični orkester RTV Slovenija (do konca 80-ih let 20. stoletja Simfonični orkester RTV Ljubljana) je začel delovati leta 1955 pod dirigentskim vodstvom violinskega virtuoza in skladatelja Uroša Prevorška. 
Glavna dejavnost orkestra so arhivska in koncertna snemanja. Orkester izvaja obsežen in raznovrsten repertoar - od baroka do moderne simfonične glasbe, oper, oratorijev in kantat, scenske in filmske glasbe, po večini s poudarkom na ustvarjalnosti domačih skladateljev. Za najboljše poustvaritve domačih skladb je dobil mnogo visokih priznanj. Delo orkestra ima svoj namen tudi v bogatitvi slovenskega glasbenega arhiva, ki ga Radio Slovenija vzdržuje vse od začetkov svojega delovanja in predstavlja zakladnico slovenske glasbene kulture.
Čeprav je večino posnetkov orkestra slišati na vseh radijskih in TV programih, sta njegova domača in mednarodna diskografija izjemno obsežni (več kot 200 zgoščenk, prav toliko pa je posnetkov, izdanih na gramofonskih ploščah in avdio kasetah). Ob vsem tem tudi stalno gostuje po vsej Evropi. V Ljubljani sicer delujeta še dva profesionalna simfonična orkestra, orkester Slovenske filharmonije in orkester Ljubljanske opere, katerima pa je primarnega pomena koncertna dejavnost in ne programsko planirana snemalna dejavnost, s katero bi oskrbovala osrednji nacionalni fonotečni arhiv.

## Zgodovina

### Predhodniki
Kmalu po ustanovitvi Radijske postaje Ljubljana leta 1928 se je pojavila potreba po lastni glasbeni produkciji, saj je pogodba ob ustanovitvi Radio obvezovala, da spored traja vsaj 150 minut na dan, od tega je moralo biti vsaj 60 minut prvovrstne glasbe, a ne predvajane iz gramofonskih plošč. Radijska postaja je v živo prenašala mnoge ljubljanske koncertne prireditve, vendar pa je bila zaradi nemotenega delovanja glasbenega programa potreba po lastnih glasbenih sestavih zelo velika. Radijska hiša ni imela možnosti snemanja oz. shranjevanja posnetkov, zato je takoj v začetku svojega delovanja ustanovila Radio kvartet in Radio orkester, ki ga je sestavljalo 11 članov. Vodil ga je violinist Kazimir Petrič, ki je za to zasedbo priredil več skladb, za orkester so komponirali nekateri slovenski skladatelji in s tem prispevali prve notne izvode v danes obsežno radijsko nototeko. Leta 1931 se je orkester skrčil v Salonski kvintet in za radijske potrebe v istem letu nastopil kar 498-krat. Leta 1933 se je zasedba ponovno razširila v dvanajst-članski »Radio orkester«, mesto Kazimirja Petriča pa je prevzel korepetitor in operni kapelnik Danijel Grum. Zaradi varčevalnih ukrepov je bilo tudi zaželeno, da bi znal vsak glasbenik igrati na dva instrumenta. Tedanji glasbeniki so izvajali predvsem lahko glasbo, pa tudi jazz, zasedba pa zaradi svoje maloštevilnosti ni bila ustrezna, da bi izvajala simfonično glasbo. Leta 1935 je umetniško vodstvo prevzel Drago Mario Šijanec, ki je orkestru dirigiral do leta 1945. V tem času so se v orkestru pojavila nekatera ostala glasbila simfoničnega sestava (pihala, trobila, tolkala), vendar številčno v obsegu komorne zasedbe. Glasbeni program je v različnih časih dneva z živo izvajano glasbo zabaval, pa tudi kulturno izobraževal poslušalce, ustanovil je tudi svoj komorni zbor. Leta 1934 se je na Radiu Ljubljana prvič začelo snemanje domačih plošč, leta 1936 pa je orkester prvič javno nastopil tudi na koncertnem odru. V času 2. svetovne vojne je imel orkester več javnih nastopov, njegovi člani pa so se združevali in nastopali še v različnih komornih zasedbah. Leta 1945, po osvoboditvi, je bil na novo ustanovljen Orkester Radia Ljubljane (krajše ORL), avgusta tega leta pa je njegov dirigent postal Uroš Prevoršek. Leta 1946, ko se je zasedba povečala na 65 članov, se je preimenoval v Simfonični ORL. V tem času je pianist, skladatelj in dirigent Bojan Adamič osnoval Plesni orkester Radia Ljubljana (PORL), ki je z dopolnitvijo godal postal revijski oziroma Zabavni orkester (ZORL), v okviru Radijske postaje pa je deloval tudi Mladinski orkester (MORL). Leta 1948 so glasbeniki iz ORL in komorni zbor Radia Ljubljane prešli k Slovenski filharmoniji, ki je bila z odločbo ustanovljena 30. decembra 1947. V naslednjih letih je radijsko vodstvo ugotovilo, da brez lastnih glasbenih ansamblov vendarle ne more delovati, zato je bil leta 1955 ustanovljen Simfonični orkester.

### Simfonični orkester od leta 1955 dalje
Novo ustanovljeni ansambel je, tako kot že med letoma 1945 in 1947, vodil Uroš Prevoršek. Sprva je bil sestavljen večinoma iz dijakov Srednje glasbene šole in študentov Akademije za glasbo v Ljubljani, vendar pa so bili med člani mnogi, ki so pozneje postali vrhunski slovenski glasbeniki, Ciril Škerjanec (violončelo), Ivo Petrić (oboa), Mojmir Sepe (trobenta), Fedja Rupel (flavta), Edi Majaron (violončelo), Alojz Zupan (klarinet), Slavko Zimšek (violina), Mile Kosi (viola), Jože Falout (rog), Boris Šurbek (timpani), Jani Golob (violina), itd. Orkester je enajst let pridobival znanje, izkušnje in kakovost. Leta 1966 je Uroša Prevorška zamenjal dirigent Samo Hubad in pod njegovim vodstvom je orkester že jasno opredelil svojo programsko usmeritev. S koncerti po državi in v tujini si je že zelo kmalu pridobil izjemen ugled. V tem obdobju so v orkestru gostovali tudi nekateri dirigenti, ki so kasneje dosegli svetovno slavo, Neeme Järvi, Mariss Jansons, Carlos Kleiber, idr. Vrhunski slovenski glasbeniki, kot so Aci Bertoncelj, Dubravka Tomšič Srebotnjak, Irena Grafenauer, Igor Ozim, Ciril Škerjanec idr. so z orkestrom prvič v zgodovini posneli temeljna dela svetovne klasike za slovenski glasbeni arhiv. Istočasno so bile zadovoljene tudi potrebe po zabavni in lahki glasbi. Del orkestra se je povezal z nekaterimi glasbeniki plesnega orkestra (danes Big Band) v Revijski orkester, ki je prvi izvedel in posnel vse zimzelene melodije in popevke, ki so pomembne za slovenski kulturni prostor. Med najbolj znanimi so Poletna noč, Ko gre tvoja pot od tod, Orion, Življenje je vrtiljak, Na vrhu nebotičnika (Mala terasa), Mati bodiva prijatelja, Med iskrenimi ljudmi, Zemlja pleše, in stotine drugih. Zaradi programskih usmeritev RTV Slovenije je orkester od svoje ustanovitve do danes sodeloval pri izjemno raznolikih projektih. Poleg osnovnega glasbenega žanra, resne glasbe, je posnel orkestrske aranžmaje za mnoge slovenske filme (v živo spremlja tudi neme filme), snemal glasbeno opremo za radijske igre, večkrat je nastopil s slovitim Ansamblom bratov Avsenik, z Oliverjem Dragojevičem, Otom Pestnerjem, omogočil je samostojne koncerte različnim slovenskim pevcem triu Eroika, Darji Švajger, Manci Izmajlovi, idr., sodeloval je na brezštevilnih proslavah na državni in lokalni ravni (koncert ob 1000-letnici Bleda, koncert ob otvoritvi viadukta Črni Kal, koncert ob slovenski dobrodošlici evru, gostovanje v Franciji ob zaključjku slovenskega predsedovanja EU), na mnogih dobrodelnih koncertih, itd. Vsakoletno prireja koncerte za mlade v sodelovanju z društvom Glasbena mladina ljubljanska ter koncerte s solisti Akademije za glasbo v Ljubljani.
Ko se je Samo Hubad leta 1980 upokojil, je vodstvo za slabo leto prevzel mladi češki dirigent Stanislav Macura, spomladi leta 1981 pa je dirigentsko palico prevzel dirigent Anton Nanut. S svojo močno osebnostjo je začrtal nove smeri razvoja orkestra in njegovega nadaljnjega vzpona. Ob mnogih gostovanjih po raznih evropskih deželah je orkester že v letih 1984-1985 požel visoka priznanja tudi v ZDA. V devetdesetih letih dvajsetega stoletja je dosegel nekaj odmevnih poustvarjalnih uspehov. Med drugimi gostovanja na beneškem bienalu, na festivalu Trieste contemporanea, zgledne izvedbe Koncerta za orkester Bele Bartóka, 4. simfonije Witolda Lutosławskega, Mozartovega Rekvijema, Mahlerjeve 6. simfonije in drugih pomembnih del v zelenem abonmaju Simfoničnega orkestra RTV Slovenija v Gallusovi dvorani Cankarjevega doma.
Po dolgih letih je orkester leta 1998 zapustil dirigent Anton Nanut. Kot stalni dirigent orkestra je do leta 2004 deloval Marko Munih. Septembra 2000 je umetniško vodstvo Simfoničnega orkestra prevzel izraelski dirigent Lior Shambadal. Z njim je izvedel orkester v sezonah 2000/2001 in 2001/2002 vrsto snemanj za založbo Arte Nova, dve koncertni gostovanji v Nemčiji, več koncertov v Italiji in poleg tradicionalnega Zelenega abonmaja v Cankarjevem domu še dva dodatna koncertna ciklusa: tri koncerte duhovne glasbe v ljubljanskih cerkvah sv. Petra in pri sv. Jakobu ter tri koncerte Mozartove glasbe. Posebne omembe so vredni tudi koncerti na Dunaju novembra 2001 za festival Wien modern z glasbo Vinka Globokarja pod vodstvom dirigenta Diega Massona, pa aprila 2000 ter marca 2001 za prireditev Lange Nacht der neuen Klänge pod vodstvom Johannesa Kalitzkega. V tem času je orkester prvič izvedel in  posnel mnoga dela slovenskih skladateljev, med drugim Hologram Larise Vrhunc, Glasbo za violončelo in orkester Pavla Mihelčiča in Škofjeloški pasijon Alojza Srebotnjaka. Posnetek skladbe Silence Rained Down Quenching Time’s Fire skladatelja Nevilla Halla je bil uvrščen med deset najboljših posnetkov prestižnega UNESCOvega natečaja skladateljev Rostrum. V času Shambadalovega umetniškega vodstva je bil osnovan tudi abonmajski cikel Mozartine, ki jih orkester kot serijo koncertnih matinej predstavlja v prvi polovici leta (v Kozinovi dvorani Slovenske filharmonije). V sklopu Mozartin se kot solisti predstavljajo predvsem glasbeniki Simfoničnega orkestra RTV Slovenija. Prvi umetniški vodja Mozartin je bil L. Shambadal (2002-2003), sledili so David de Villiers (2004-2006), Uroš Lajovic (2007-2008), Mate Bekavac (2009), Pavle Dešpalj (2010). Jeseni 2002 je orkester izvedel koncertno turnejo po Nemčiji in več koncertov v Italiji, februarja 2003 pa z dirigentom Johannesom Kalitzkim koncert avantgardne resne glasbe v Grazu. 
Septembra 2003 je postal šef dirigent orkestra David de Villiers. V tem času se je dolgoletno ime koncertne abonmajske sezone Zeleni abonma poimenovalo preprosto z izrazom abonmajski cikel, od sezone 2009/2010 dalje pa nosi ime Kromatika. Orkester je v začetku obdobja de Villiersovega delovanja največ pozornosti zbudil na koncertu s skupino Siddharta (leta 2002 v ljubljanskih Križankah, nato pa še leta 2003 na Plečnikovem stadionu za Bežigradom, kjer je nastopil pred kar 30.000 poslušalci), na koncertu s svetovno znano sopranistko Angelo Gheorghiu in Robertom Alagno, na koncertu opernih arij s solistom Marcelom Álvarezom, med posebnosti pa lahko šteje tudi uspešno sodelovanje z vrhunsko kanadsko plesno skupino Compagnie Marie Chuinard, orkester jo je spremljal s slovito skladbo Pomladno obredje. V naslednjih letih se je po zgledu uspešnega simfoničnega rock oziroma pop koncerta zvrstilo še več podobnih prireditev, pri katerih je orkester k sodelovanju povabil mlade slovenske estradne glasbenike: nastopil je s skupino Terrafolk (2005), s pevko Neisho (2006), z Janom Plestenjakom (2007) s skupino The Stroj (2008) z Laibachom  (2009) in s skupino Dan D (2009). S temi koncerti, ki sicer predstavljajo le majhen odstotek orkestrovega dela, je postal ansambel prepoznaven tudi širši množici, ki sicer ni naklonjena resni oz. klasični orkestralni glasbi. Med pomembnejše projekte, izvedene za Televizijo Slovenija, sodi tudi film v obliki glasbenega kviza z naslovom »Lepo je biti Mozart«  po scenariju Jureta Ivanušiča, v katerem orkester predstavlja igralcem enakovredno vlogo. V času, ko se je Slovenija pridružila Evropski uniji, se je orkester pridružil evropski mreži orkestrov ONE (Ochestra Network Europe), katere temeljna dejavnost je nadnacionalno kroženje umetnikov, orkestrskih glasbenikov, komornih ansamblov, skladateljev, solistov in dirigentov ter kulturnih del s pomočjo nadnacionalne mobilnosti tradicionalnega in ustvarjalnega repertoarja. Člani orkestra so se doslej že nekajkrat združili s člani Simfoničnega orkestra iz Pikardije in skupno uspešno nastopili v Sloveniji in Franciji.
Leta 2006 je Davida de Villiersa na mestu šef-dirigenta zamenjal kitajski dirigent En Shao, ki je z orkestrom dosegel odlične uspehe doma in na gostovanjih v tujini, med katerimi so najpomembnejša vsakoletna gostovanja v amsterdamski koncertni dvorani Concertgebouw. V tem obdobju so se kot gostje orkestra zvrstili številni slavni glasbeniki, operna pevka Agnes Baltsa, violončelist Julian Lloyd Webber, pianisti Radu Lupu, Dubravka Tomšič Srebotnjak, Ivo Pogorelić, Aldo Ciccolini, tolkalistka Evelyn Glennie, skladateljica in marimbistka Keiko Abe, violinisti Stefan Milenković, Sarah Chang, Julian Rachlin, koncert filmske glasbe je obiskal Christopher Gunning (avtor filmske glasbe za priljubljeno tv-nadaljevanko Hercule Poirot), koncert posvečen sodobnemu ruskemu skladatelju Rodionu Ščedrinu je kot častni gost države obiskal avtor s svojo ženo, balerino Majo Plisecko, itd. Zaradi pomanjkanja finančnih sredstev s strani države oziroma s strani zavoda RTV je imel Simfonični orkester RTV Slovenija med letoma 2007 in 2017 za finančnega  pokrovitelja svojih projektov tudi skupino KD Group. Vse od svoje ustanovitve je orkester deloval v akustično neprimernih in majhnih studiih RTV Slovenije. V sklopu projektov svojih arhivskih snemanj je večinoma deloval kot najemnik Kozinove (velike) dvorane Slovenske filharmonije, redkeje pa v Gallusovi dvorani Cankarjevega doma. Zato je RTV Slovenija sprovedel prenovo nekdanjega televizijskega studia 26 v zgradbi Radia Slovenija in ga akustično priredil za vaje in arhivska snemanja. Na dan kulture, 8. februarja 2010 je bila slavnostna otvoritev novega studia 26, ki je odtlej domicil orkestra. V letu 2010 so poleg številnih arhivnih posnetkov delo orkestra najbolj zaznamovali koncert ob 100-letnici rojstva skladatelja Marijana Lipovška, koncert je sooblikovala njegova hči, svetovno priznana mezzosopranistka Marjana Lipovšek; abonmajski koncert s slovitimi King's Singers, prvi spletni koncert Simfoničnega orkestra RTV Slovenija v okviru festivala »Unicum«. Eden odmevnejših dogodkov leta 2011 je bil koncertni krst Arene Stožice s solistom, tenoristom Joséjem Carrerasom, prireditev je obiskalo okrog 10.000 poslušalcev. S Carrerasom je leta 2013 orkester arhivsko posnel zgoščenko, leto pred njim je z orkestrom posnela ploščo tudi slovita albanska sopranistka Inva Mula. Orkester je skupaj s skupino Siddharta na koncertu junija 2013 posnel zgoščenko. Leta 2014 je orkester sodeloval z baletnim ansamblom moskovskega Bolšoj teatra, v letu 2015 sta ga v okviru koncertnih dogodkov vodila dva legendarna skladatelja in interpreta svoje glasbe, z oskarjem večkrat nagrajeni Michel Legrand in Joe Hisaishi, avtor glasbe za kultne japonske risane filme Hayaa Miyazakija. Med letoma 2016 in 2018 so z orkestrom nastopili svetovno znani pevci Piotr Beczala, Andrea Bocelli, Placido Domingo, Ramon Vargas, Elīna Garanča ter v letu 2017 mladi populistični par 2Cellos na dveh koncertih v areni Stožice ter na gostovanju v Milanu. V sklopu svoje zadnje, poslovilne turneje je v letu 2019 z orkestrom v ljubljanskih Stožicah ponovno nastopil Jose Carreras, v avstrijskem Gradcu pa Placido Domingo. Posnetek skladbe Prana Petre Strahovnik z orkestrom RTV Slovenija in dirigentom Rossenom Milanovim je skladateljici marca 2019 prinesla zmago na mednarodni skladateljski tribuni Rostrum v Argentini. Novembra istega leta je orkester nastopil na turneji po Južni Ameriki, v Buenos Airesu, São Paulu in Limi z violončelistom Mischo Maiskim.

## Člani orkestra

### Šefi dirigenti
- Uroš Prevoršek (1955-1966)
- Samo Hubad (1967-1980)
- Stanislav Macura (1981)
- Anton Nanut (1981-1999)
- Lior Shambadal (2000-2003)
- David de Villiers (2003-2006)
- En Shao (2006-2018)
- Rossen Milanov (2018-)

### Koncertni mojstri
- Ciril Veronek (1955-1958)
- Slavko Zimšek (1958-1991)
- Vladimir Škerlak (1960-1961)
- Karel Žužek (1980-2004)
- Monika Skalar (1982-2003)
- Vasilij Meljnikov (2004-2010)
- Benjamin Ziervogel (2004-danes)
- Nadja Tokareva[45] (2011-2012)
- Kana Matsui[46] (2012-danes)

### Komorne skupine
Mnogi glasbeniki Simfoničnega orkestra RTV Slovenija so iz želje po nadaljnjem razširjenem poustvarjalnem delu zasnovali komorne glasbene skupine. Med številnimi zasedbami so bili za slovenski kulturni prostor najvidnejši:
- Komorni orkester RTV Ljubljana (deloval je med letoma 1974 in 1978 pod dirigentskim vodstvom Sama Hubada)

- Flavte brez meja (v zasedbi Maša Bertok-Duh, Mateja Kremljak, Nataša Paklar-Markovič, Milena Lipovšek)
- International trio Vladimirja Hrovata (Vladimir Hrovat, Sofia Ristić, Paolo Pegoraro)
- Kvartet Synestesis (Ols Cinxo, Milko Jurečič, Katja Krajnik, Milan Vrsajkov)
- Kvintet Matisse (Sofia Ristić, Emanuele Baldini, Benjamin Bernstein, Igor Mitrović, Giorgio di Giorgi)
- Ljubljanski godalni kvartet (Monika Skalar, Karel Žužek, Franc Avsenek, Stanislav Demšar)
- Ljubljanski klavirski trio (Vasilij Meljnikov, Igor Mitrović, Sijavuš Gadžijev)
- Meistertrio (Jure Hladnik, Bojan Logar, Slavko Kovačič)
- Pihalni kvartet Ariart (Matej Zupan, Maja Kojc, Jože Kotar, Andrej Žust, Damir Huljev)[48]
- Pihalni kvintet RTV Ljubljana (Jože Pogačnik, Božo Rogelja, Alojz Zupan, Jože Falout, Jože Banič)
- Radijski godalni kvartet (Karel Žužek, Božo Mihelčič, Franc Avsenek, Stanislav Demšar)
- Radijski klavirski kvartet (Karel Žužek, Franc Avsenek, Stanislav Demšar, Andrej Jarc)
- Rožmarinke (Tina Krajnik, Monika Redenšek, Katja Krajnik, Petra Gačnik)[49]
- Slovenski godalni kvartet (Slavko Zimšek, Karel Žužek, Fran Avsenek, Janko Kichl)
- Trio Baraga (Stanko Praprotnik, Peter Jevšnikar, Luca Ferrini)
- Trio Melissande (Milena Lipovšek, Sofia Ristić, Benjamin Bernstein)
- Trio opus 3 (Milena Lipovšek, Jure Hladnik, Diana Grubišić)
- Trobilni kvintet RTV Slovenija (Stanko Praprotnik, Peter Jevšnikar, Jože Kocijančič, Aleš Šnofl, Damijan Jureš)

## Vodstvo orkestra
- Direktor OE RTV Slovenija glasbena produkcija: Maja Kojc
- Umetniški vodja orkestra: mag. Maja Kojc
- Producent orkestra: dr. Žiga Stanič
- Koncertna mojstra: Benjamin Ziervogel, Kana Matsui

## Izbrana diskografija
V več desetletnem povprečju orkester v okviru arhivskih (studio) in koncertnih (v živo) snemanj letno posname preko 3.500 minut glasbe (približno za 50 zgoščenk, od tega za okrog 15 zgoščenk arhivskih posnetkov), te posnetke hrani radijski arhiv. Od uveljavitve digitalne tehnologije dalje je delo orkestra izdano na preko 200 samostojnih zgoščenkah doma in v tujini, še več pa je takih, kjer se njegov prispevek kaže le v posameznih točkah (ne kot integralna plošča). Mnoge na tržišču niso več dostopne, ali pa niso dostopne na slovenskem tržišču (v primeru, da so jih izdale tuje založbe). Pregled nekaterih slovenskih izdaj med letoma 2000 in 2012:

- Bravo orkester 4: Brucknerjeva sedma s Christianom Mandealom (2012)
- Inva Mula: Për ty atdhe (2012)
- Portret dirigenta Marka Muniha (2012)
- Mozart - koncerti za rog in orkester - Boštjan Lipovšek (2012)
- Lojze Krajnčan: Liberamente (2011)
- Bravo orkester 3: Ščedrin in Šostakovič (2010)
- Lojze Lebič: Fables (Zgodbe) - Božične zgodbe - Puer natus (2009)
- Chameleon - filmska glasba z violinistko Anjo Bukovec in Simfoničnim orkestrom RTV Slovenija (2009)
- Dan D in Simfonični orkester RTV Slovenija (2009)
- Quartissimo (2009)
- Slovenske zgodbe (avtorji: Marian Vodopivec, Danilo Bučar, Josip Ipavec, Alojz Srebotnjak, Pavel Šivic, Matija Tomc) (2009)
- Darja Švajger: Moji obrazi, s Simfoničnim orkestrom in Big Bandom RTV Slovenija (2008)
- Praznična Eroika - trio Eroika in Simfonični orkester RTV Slovenija (2008)
- Delitve (2008)
- Bravo orkester 2: iz svetovnega repertoarja  (Gabriel Fauré, Bela Bartok, Antonin Dvořak, Sergej Prokofjev) (2008)
- Slovenski klasicizem in barok: Janez Krstnik Novak, Janez Krstnik Dolar (2008)
- Pianist Aci Bertoncelj - klavirski koncerti: Maurice Ravel, Sergej Prokofjev, Bela Bartok (2008)
- Janez Gregorc: Za naju (balade s Simfoničnim orkestrom RTV Slovenija) (2007)
- Melodije bratov Avsenik s Simfoničnim orkestrom RTV Slovenija Arhivirano 2008-05-27 na Wayback Machine. (2006)
- Boštjan Lipovšek - koncerti za rog in orkester: Richard Strauss, Uroš Krek, Lojze Lebič (2005)
- Primož Ramovš: Simfonia Pieta (2004)
- Sergej Prokofjev: Peter in volk, glasbena pravljica (2004)
- Alojz Srebotnjak: Škofjeloški pasijon (2004)
- 70 let Antona Nanuta - Charles Ives, Marij Kogoj, Slavko Osterc (2003)
- Božični koncert: New Swing Quartet in Simfonični orkester RTV Slovenija (2003)
- Igor Ozim - 5 violinskih koncertov z orkestrom RTV Slovenija: Antonin Dvořak, Jan Sibelius, Sergej Prokofjev, Karol Szymanowski (2003)
- Zoran Škrinjar - Manj znani Mozart (2002)
- Mozart: Rekvijem (2001)
- Slovenska himna - Simfonični orkester in mešani komorni zbor RTV Slovenija Arhivirano 2009-10-14 na Wayback Machine. (2001)
- Kaj ti je deklica? Janez Gregorc - Simfonični orkester RTV Slovenija (2000)